# Funkentelechy Vs. The Placebo Syndrome
Funkentelechy Vs. The Placebo Syndrome es un álbum conceptual de la banda Parliament, el sexto álbum de estudio de su discografía, publicado el 28 de noviembre de 1977 en el sello Casablanca Records. Es uno de sus trabajos más notables, siendo su tercer álbum en certificarse como Oro el 10 de enero de 1978, y su segundo y último en certificarse como Platino el 4 de mayo del mismo año.
De este álbum fueron extraídos tres sencillos, "Flash Light" llegó al primer lugar en el Billboard R&B Hot Singles y al decimosexto del Billboard Hot 100 en enero de 1978. Los otros sencillos, "Bop Gun" y "Funkentelechy" también alcanzaron posiciones altas en las listas de R&B.

## Temática y cambios en la banda
En la "Mitología P-Funk", que consiste en temáticas recurrentes a lo largo de la discografía de la banda, este es el punto donde aparecen los personajes Sir Nose D'Voidoffunk y Funkentelchy. En este álbum se desarrolla una temática de antagonismo entre la sociedad vacía que lleva de la mano a la música disco por un lado, lo denominado "placebo", y el funk del otro. El vinilo contaba con una historieta que cuenta los hechos relatados en las canciones. Esto es obra de Overton Loyd, quien ya ilustraba trabajos de la banda.
Cuenta con un sonido renovado respecto a trabajos anteriores, entre sus innovaciones se encuentran sintetizadores (como el Minimoog). La renovación se debe en parte a la incorporación de nuevos miembros en la banda. Por otro lado, fue el último álbum en incluir a Glenn Goins y Jerome Brailey, que abandonaron la banda meses después por problemas con George Clinton por la organización y dinero. Glenn Goins formó "Quazar", una banda disuelta rápidamente por la temprana muerte de Goins, Brailey mientras formó "Mutiny".

## Lista de canciones (y sus compositores registrados)
1. "Bop Gun (Endangered Species)" (George Clinton, Garry Shider, William Collins) - 8:31 (Publicado como un sencillo: Casablanca 900)
2. "Sir Nose D'Voidoffunk (Pay Attention - B3M)" (Clinton, Collins, Bernard Worrell) - 10:04
3. "Wizard of Finance" (Clinton, Ronald Ford, Glenn Goins) - 4:23
4. "Funkentelechy" (Clinton, Collins) - 10.56 (Publicado como un sencillo: Casablanca 921)
5. "Placebo Syndrome" (Clinton, Bill Nelson) - 4:20
6. "Flash Light" (Clinton, Collins, Worrell) - 5:46 (Publicado como un sencillo: Casablanca 909 y como un maxisencillo: Casablanca 20113)[3]

## Personal musical registrado:"The Clones of Dr. Funkenstein"
Voces
George Clinton, Ray Davis, Glenn Goins, Garry Shider, Debbie Wright, Jeanette Washington, Lynn Mabry, Dawn Silva, Cordell Mosson
Teclados y Sintetizadores
Bernie Worrell
Guitarras
Michael Hampton, Glenn Goins, Garry Shider, Phelphs "Catfish" Collins (en "Flash Light")
Bajo
Cordell Mosson
Percusión
Jerome Brailey, Bootsy Collins
Vientos
Fred Wesley, Maceo Parker, Rick Gardener, Richard "Kush" Griffith, Clay Lawrey, Darryl Dixon, Valerie Drayton, Danny Cortez
Extras
Frank Waddy, Rick Gilmore, Gary Cooper, Robert Johnson, Billy "Bass" Nelson, Ron Ford, Lou Goldman, Joel Johnson

### Personal musical según canción

##### "Bop Gun (Endangered Species)"
- Voz: Glenn Goins,
- Coros: Lynn Mabry, Dawn Silva,
- Bajo: Bootsy Collins

##### "Sir Nose D'Voidoffunk (Pay Attention)"
- Voces: George Clinton, Ray Davis
- Bajo: Bootsy Collins

##### "Wizard Of Finance"
- Voz: George Clinton

##### "Funkentelechy"
- Voz: George Clinton,
- Bajo: Bootsy Collins

##### "Placebo Syndrome"
- Bajo: Billy Nelson

##### "Flash Light"
- Voz: George Clinton,
- Solo de Saxofón: Darryl Dixon,
- Sonido de Bajo en Sintetizador: Bernie Worrell,
- Guitarra: Catfish Collins,
- Percusión: Bootsy Collins[3]

## Posicionamiento en listas
| Lista (1978, Billboard)                                            | Posición |
| ------------------------------------------------------------------ | -------- |
| EE. UU. "Funkentelechy Vs. The Placebo Syndrome" The Billboard 200 | 13       |
| EE. UU. "Funkentelechy Vs. The Placebo Syndrome" R&B Albums        | 2        |
| EE. UU. "Funkentelechy" Hot R&B Singles                            | 27       |
| EE. UU. "Bop Gun (Endangered Species)" The Billboard Hot 100       | 102      |
| EE. UU. "Bop Gun (Endangered Species)" Hot R&B Singles             | 14       |
| EE. UU. "Flash Light" The Billboard Hot 100                        | 16       |
| EE. UU. "Flash Light" Hot R&B Singles                              | 1        |